# Azamat Dauletbekov
Azamat Dauletbekov (Semej, 15 marzo 1994) è un lottatore kazako, specializzato nella lotta libera.

## Palmarès
- Campionati asiatici

Nuova Delhi 2017: argento negli 86 kg.
Biškek 2018: bronzo negli 86 kg.
Ulaanbaatar 2022: oro negli 86 kg.